# Oslagbara 1989–1999
Oslagbara 1989–1999 är ett samlingsalbum av Niklas Strömstedt, släppt 1998. Det placerade sig som högst på fjärde plats på den svenska albumlistan.

## Låtlista
1. Nu har det landat en ängel - 3:57
2. Sista morgonen - 3:21
3. En kvinna och en man - 4:36 (duett med Anne-Lie Rydé)
4. Förlorad igen - 3:52
5. Om - 4:06
6. Vart du än går - 4:00
7. Flickor talar om kärleken (män dom gör just ingenting alls) - 3:49
8. En väg till mitt hjärta - 3:41
9. December utan dej - 4:13
10. Halvvägs till framtiden - 4:05
11. I hennes rum - 4:24
12. Oslagbara! - 3:47
13. Bilderna av dej - 4:40
14. Sånt är livet - 4:39
15. Inga änglar gråter - 4:47
16. 24 timmar - 4:02
17. Färja ut i rymden - 4:37
18. Byns enda blondin - 4:38

## Listplaceringar
| Lista (1998-1999) | Topplacering |
| ----------------- | ------------ |
| Sverige           | 4            |

## Medverkande
- Niklas Strömstedt – sång, gitarr, piano, klaviatur, orgel, klockspel, wurlitzer, sångtexter, musik
- Per Lindwall – trummor
- Gunnar Nordén – bas
- Henrik Jansson – gitarr